# نوروزتپه
نوروز تپه مربوط به دوران پیش از تاریخ ایران باستان  است و در شهرستان درگز، بخش چاپشلو، شمال غرب ینگه قلعه واقع شده و این اثر در تاریخ ۲۵ اسفند ۱۳۷۹ با شمارهٔ ثبت ۳۵۲۵ به‌عنوان یکی از آثار ملی ایران به ثبت رسیده است.